# Schicksal in Wien
Schicksal in Wien (Originaltitel: The Red Danube) ist ein US-amerikanisches Filmdrama von George Sidney aus dem Jahr 1949. Die Hauptrollen sind mit Walter Pidgeon, Ethel Barrymore und Peter Lawford besetzt.
Arthur Wimperis’ und Gina Kaus’ Adaption der Geschichte, auf der das Drehbuch basiert, geht zurück auf eine Literatur-Vorlage Vespers in Vienna von Bruce Marshall. Der Film war in der Kategorie „Bestes Szenenbild“ für einen Oscar nominiert.

## Handlung
Kurz nach dem Ende des Zweiten Weltkrieges erwartet der britische Oberst Michael „Hooky“ Nicobar in Rom seine Rückreise nach Hause. Stattdessen wird er jedoch gemeinsam mit seinem Adjutanten Junior Commander Audrey Quail, und Major John „Twingo“ McPhimister nach Wien versetzt. Hooky wird Brigadier C.M.V. Catlock zur Unterstützung bei der Überwachung potentiell subversiver Aktivitäten gegen die Alliierten und zur Rückführung sowjetischer Staatsbürger, die in der britischen Zone in Wien leben, unterstellt. Während ihres Unterstützungseinsatzes wird Nicobar gemeinsam mit seinen Kollegen in einem Kloster untergebracht, das von einer freundlichen Oberin geleitet wird. Dort lernt Twingo die Ballerina Maria Buhlen kennen, die ebenfalls im Konvent lebt. Er verliebt sich in sie und versucht sie zu treffen. Die Ballerina zögert jedoch, bis sie durch die Oberin miteinander bekannt gemacht werden.
Daraufhin gehen Twingo und Maria regelmäßig aus, bis der sowjetische Oberst Piniev Hooky davon berichtet, dass er nach einer russischen Ballerina namens Olga Alexandrova sucht, die sich als Maria Buhlen im Kloster versteckt. Piniev versichert, dass Olga nichts zustößt, er jedoch die Anweisung hat, sie in die Sowjetunion zurückzubringen. Später in der Nacht verraten Maria und die Oberin, dass Maria eigentlich Olga heißt und Wolgadeutsche ist. Kurze Zeit später durchsuchen sowjetische Soldaten das gesamte Kloster und suchen nach Maria. Hooky sagt ihnen nicht, dass sich Maria in dem Kloster befindet, da er das Ansehen der Mutter Oberin nicht in Gefahr bringen will. Die Sowjets geben die Suche nach Maria auf, ohne sie zu finden. Hooky sagt ihnen, dass er ihnen Maria am nächsten Tag übergeben wird. Hooky beobachtet Twingo, wie er versucht, Maria zur Flucht zu verhelfen. Sie weigert sich jedoch, da sie die Freundschaft zwischen Hooky und Twingo nicht aufs Spiel setzen will und lässt sich durch Hooky an die Sowjets übergeben.
Hooky wird auf Grund seines eisernen Gehorsams von Twingo und der Mutter Oberin verurteilt, schiebt die Schuld jedoch auf die Klosterschwester. Twingo und Hooky widmen sich in Folge wieder ihrer Aufgabe, sowjetische Bürger abzuschieben. So teilen sie etwa dem sowjetischen Professor Serge Bruloff mit, dass er in die Sowjetunion zurück muss. Als Reaktion erschießt sich Bruloff. Anfangs behauptet Hooky, dass es zwischen der Zurückhaltung Marias und Sergejs Selbstmord keinen Zusammenhang gibt. Die dritte Person auf der Liste, Helene Nagard – Sergejs Frau -bricht in Tränen aus, als sie erfährt, dass sie abgeschoben werden soll. Als Pinievs Assistent Hooky mitteilt, dass Bruloffs Selbstmord ein Beweis für „subversive Aktivitäten und verräterisches Verhalten“ sei, beginnt Hooky den Wahrheitsgehalt der Aussagen der Sowjets zu hinterfragen. Nachdem er gesehen hatte, dass Maria und Helene gewaltsam in ein Haftlager verbracht wurden, schickte Hooky einen Brief in das Kriegshauptquartier nach London und protestiert darin gegen die Zwangsrückführung politischer Dissidenten.
Am Weihnachtsabend bittet die Mutter Oberin Hooky um Verzeihung, da sie ihn nach der Auslieferung Marias nicht christlich behandelt hat. Daraufhin erzählt Hooky ihr, dass er nach dem Tod seines Sohnes den Glauben verloren hat. Catlock informiert Hooky darüber, dass die Sowjets einen Zug voll mit Flüchtlingen in die britische Zone geschickt hat. Hooky fährt zum Bahnhof, um die Ankommenden auf ihre Gesinnung hin zu überprüfen. Er erkennt jedoch, in welch schlechter Verfassung sich die Ankommenden befinden. Die Mutter Oberin begleitete Hooky zum Bahnhof und entdeckt unter den Ankommenden Maria. Hooky schimpft über die Sowjets, dass sie diesen Vorfall inszeniert haben, da sie keine Verwendung für zu junge oder alte Menschen haben und deshalb den Briten schicken. Hooky erfährt, dass Maria unter den Flüchtlingen ist, und hilft ihr zu einem Treffen mit Twingo.
Bei einem Besuch Pinievs verweigert Hooky und die Mutter Oberin die Kooperation. Am nächsten Tag wird Hooky auf Grund seines Briefes dazu aufgefordert, nach Rom zu reisen, um als Vertreter an einer Konferenz der Vereinten Nationen teilzunehmen, damit die Zwangsrückführungen eingestellt werden. In derselben Angelegenheit nimmt er die Mutter Oberin mit, dass sie den Papst in derselben Sache unterrichten könne. Nach Hookys Rückkehr werden Catlock und er von Piniev darüber informiert, dass die Sowjets jegliche Zusammenarbeit einstellen, sollte Maria nicht sofort übergeben werden. Catlock befiehlt Hooky dies zu tun, dieser weigert sich jedoch und wird dafür entlassen. Gleichzeitig planen Twingo und Maria nach Schottland zu gehen, als sie plötzlich von Hookys Nachfolger, Oberst Omicron gefangen genommen werden, der sie Piniev übergeben will. Maria erkennt ihr Schicksal und springt aus dem Fenster. Sie erliegt ihren Verletzungen. Kurze Zeit später wird Hooky einer Operations namens „Humanizing the Army“ zugeteilt und die Zwangsrückführungen werden beendet.

## Produktion
Kurz nach Veröffentlichung der Novelle „Vespers in Vienna“ zeigte die Filmproduktionsfirma Metro-Goldwyn-Mayer Interesse an einer Verfilmung der Geschichte. Der Start der Dreharbeiten wurde auf Juni 1947 gelegt. Im Jänner 1947 wurde angekündigt, dass Irene Dunne, Spencer Tracy und Robert Taylor für die Hauptrollen vorgesehen waren. Im Oktober 1947 wurden einige Hintergrundaufnahmen in Wien und Rom gedreht. Die Dreharbeiten wurden jedoch eingestellt und der ursprüngliche Regisseur Victor Saville wurde durch George Sidney ersetzt. Auch die drei Hauptdarsteller wurden durch Walter Pidgeon, Ethel Barrymore und Peter Lawford ersetzt. Agnes Moorehead ersetzte Barrymore kurzfristig im März 1949.
Für die Szenen im Kriegsgefangenenlager wurden 1500 ausgemergelt aussehende Statisten gesucht, ursprünglich wurde auf Flüchtlingslagern gesucht, aber die Bewohner sahen meist zu gesund für den Film aus. Ein Crew-Mitglied sprach vom größten Casting-Problem seit Die gute Erde im Jahr 1937.

## Rezeption

### Kritik
Auch wenn MGM bekannte Schauspieler für den Film engagierte, ein großes Budget aufwies, war der Film, finanziell gesehen, ein Flop. Trotz Einnahmen von 1 177 000 Dollar in den USA und Kanada sowie 682 000 Dollar in anderen Ländern, insbesondere Europa erzeugte der Film einen Verlust von 905 000 Dollar.
Der Film wurde als Propagandafilm kritisiert, in dem dazu aufgefordert wird, die Russen zu hassen und den Vatikan als echten Gewinner zu sehen.

### Auszeichnung
- Oscarverleihung 1951: Nominierung in der Kategorie „Bestes Szenenbild (Schwarzweiß)“
  - Cedric Gibbons, Hans Peters, Edwin B. Willis, und Hugh Hunt